# Atsutaka Nakamura
Atsutaka Nakamura (中村 充孝 Nakamura Atsutaka?), född 13 september 1990 i Osaka prefektur, är en japansk fotbollsspelare.
Nakamura började sin karriär 2009 i Kyoto Sanga FC. Han spelade 87 ligamatcher för klubben. 2013 flyttade han till Kashima Antlers. Med Kashima Antlers vann han AFC Champions League 2018, japanska ligan 2016, japanska ligacupen 2015 och japanska cupen 2016. 2020 flyttade han till Montedio Yamagata.